# Parafia Narodzenia Najświętszej Maryi Panny w Zbarzewie
Parafia Narodzenia Najświętszej Maryi Panny w Zbarzewie – parafia rzymskokatolicka, znajdująca się w archidiecezji poznańskiej, w dekanacie święciechowskim.